# Страхование индивидуальной гражданской ответственности
Страхование индивидуальной гражданской ответственности - вид страхования ответственности, предназначенный для защиты персональных имущественных интересов отдельного лица, связанных с возможным возмещением вреда третьим лицам. Страхование гражданской ответственности в сфере частной жизни является одним из наиболее развитых и востребованных видов страхования в странах с развитой рыночной экономикой.

## Объект страхования
Объектом страхования является имущественный интерес физического лица, связанный с возможными жизненными ситуациями, в которых это лицо будет обязано в силу действующего законодательства возместить ущерб, который может возникнуть у третьих лиц по его вине. В законодательстве большинства стран предусматривается, что лицо, причинившее ущерб третьим лицам может быть освобождено от обязанности возместить ущерб только в том случае, если оно докажет, что ущерб причинён по вине самого пострадавшего, либо в силу действия обстоятельств непреодолимой силы. Согласно ст. 1064 ГК РФ вред, причиненный личности или имуществу гражданина, а также вред, причиненный имуществу юридического лица, подлежит возмещению в полном объеме лицом, причинившим вред.
Заключение договора страхования индивидуальной гражданской ответственности позволяет переложить ответственность за возмещение ущерба на страховую компанию.

## Перечень страхуемых рисков
Ответственность страховщика наступает в случае нанесения ущерба жизни, здоровью и имуществу третьих лиц, либо в случае морального ущерба. Причиной ущерба могут быть различные действия или бездействие страхователя.
Часто страхование индивидуальной гражданской ответственности называют также страхованием семейной ответственности или страхованием ответственности главы семьи, так как оно защищает не только страхователя, но и установленную законом ответственность его/её супруги/супруга и несовершеннолетних детей за ущерб, который они могут нанести в результате совершения событий, происходящих в их частной жизни. 
Например:
- пришедший гость может упасть на слишком натертом полу и нанести себе повреждение;
- цветочный ящик, недостаточно хорошо закрепленный, падает и повреждает стоящий внизу автомобиль;
- самостоятельно повешенная в комнате люстра падает на голову посетителя и ранит его;
- пешеход невнимательно переходит улицу. Водитель, избегая наезда, резко поворачивает руль и сталкивается с деревом;
- ребенок выбегает на проезжую часть и водитель, избегая наезда, врезается в другую машину или в стеклянную витрину;
- катаясь на лыжах, лыжник падает и наезжает на другого человека, травмируя его;
- гость случайно задевает дорогую вазу, она падает и разбивается;
- множество других подобных случаев.

По данному виду страхования считается застрахованной ответственность страхователя за ущерб, который, возможно, будет нанесен им третьим лицам практически в любом случае за исключением тех рисков, которые либо вообще не страхуются, либо страхуются по специальным договорам страхования ответственности. Например, по страхованию персональной гражданской ответственности считается застрахованной ответственность лица как участника дорожного и уличного движения за исключением управления автотранспортным средством, так как это относится к страхованию автогражданской ответственности. 
По отдельным договорам, как правило, страхуются следующие виды ответственности:
- страхование гражданской ответственности владельцев транспортных средств;
- страхование гражданской ответственности домовладельцев и владельцев земельных участков;
- страхование ответственности застройщиков;
- страхование гражданской ответственности владельцев спортивных судов;
- страхование ответственности владельцев животных;
- страхование ответственности охотников;
- страхование ответственности владельцев емкостей горючего.

Страхование персональной гражданской ответственности часто является частью страхования туристов, выезжающих за рубеж. Данный полис покрывает индивидуальную ответственность туриста во время его путешествия за рубеж.